# 마더 메리
"마더 메리"(영어: Mother Mary)는 2025년 개봉 예정인 미국의 서사 멜로드라마 영화이다. 데이비드 라워리가 감독과 각본을 맡았다.